# NGC 2091
NGC 2091 is een open sterrenhoop in het sterrenbeeld Goudvis. Het hemelobject werd in 1826 ontdekt door de Britse astronoom John Herschel.

## Synoniemen
- ESO 57-SC21